# Чэнгпхонак, Паркпум
Паркпум Чэнгпхонак (тайск. ภาคภูมิ แจ้งโพธิ์นาค; род. 7 октября 1975, Самутпракан) — тайский боксёр, представитель полусредней весовой категории. Выступал за сборную Таиланда по боксу во второй половине 1990-х годов, чемпион Азиатских игр, чемпион Азии, участник двух летних Олимпийских игр. В период 2003—2007 годов боксировал на профессиональном уровне, владел титулом чемпиона Паназиатской боксёрской ассоциации.

## Биография
Паркпум Чэнгпхонак родился 7 октября 1975 года в ампхе Муэнг провинции Самутпракан. Его отец держал собственный боксёрский зал, где тренировались многие популярные тайские бойцы 1980-х годов — под впечатлением мальчик сам стал заниматься этим видом спорта, в частности большое влияние на него оказал соотечественник Дхои Ампонмаха, победивший на Олимпийских играх 1984 года.
С девятилетнего возраста уже активно участвовал в соревнованиях по муай-тай на местном стадионе Самронг, выходил на ринг под псевдонимом M16 Боркорсор (тайск. เอ็ม16 บ.ข.ส.) — получил такое прозвище из-за своих быстрых ударов, как выстрелы винтовки M16.
В 1994 году перешёл в любительский олимпийский бокс и сразу же стал чемпионом Таиланда в полусредней весовой категории. В последующие годы добавил в послужной список ещё несколько медалей, выигранных на различных соревнованиях, и закрепился в основном составе тайской национальной сборной.
Благодаря череде удачных выступлений Чэнгпхонак удостоился права защищать честь страны на летних Олимпийских играх 1996 года в Атланте, тем не менее, уже в стартовом поединке потерпел поражение от представителя Украины Сергея Дзинзирука и лишился всяких шансов на попадание в число призёров.
После Олимпиады остался в основном составе боксёрской команды Таиланда и продолжил принимать участие в крупнейших международных турнирах. Так, в 1997 году он одержал победу на Кубке президента Индонезии, а в 1998 году одолел всех соперников на домашних Азиатских играх в Бангкоке, в том числе в финале взял верх над казахом Нуржаном Смановым.
В 1999 году в третий раз подряд выиграл Кубок короля в Бангкоке, одержал победу на чемпионате Азии в Ташкенте, тогда как на чемпионате мира в Хьюстоне на стадии 1/8 финала был остановлен итальянцем Леонардом Бунду. Также выступил на Кубке Мономаха во Владимире, где был побеждён российским боксёром Тимуром Гайдаловым.
Находясь в числе лидеров тайской национальной сборной, Чэнгпхонак благополучно прошёл квалификацию на Олимпийские игры 2000 года в Сиднее — на сей раз в стартовом бою полусреднего веса встретился с сербом Геардом Аетовичем и победил его, однако во втором бою не смог пройти украинца Сергея Доценко.
Разочаровавшись в олимпийском боксе, Паркпум Чэнгпхонак в течение некоторого времени практиковал тхэквондо, а в 2003 году принял решение перейти в профессиональный бокс. Довольно долго шёл в профессионалах на победной серии, завоевал и несколько раз защитил титул чемпиона Паназиатской боксёрской ассоциации в полусредней весовой категории, однако после трёх поражений в Австралии в 2007 году завершил спортивную карьеру.
Впоследствии занялся бизнесом, открыв зоомагазин. Также работал тренером по боксу в университетской команде.